# Lynn Margulis
Lynn Margulis (Chicago, 5 de març de 1938 - Amherst, 22 de novembre de 2011) va ser una biòloga evolutiva estatunidenca, catedràtica d'universitat que va difondre la teoria endosimbiòtica, que explica l'origen de les cèl·lules eucariotes per la simbiosi entre dues cèl·lules, de manera que una queda integrada dins d'una altra. Va retrobar i desenvolupar i la teoria endosimbiòntica prèviament proposada pel botànic Andreas Franz Wilhelm Schimper el 1883 i Konstantín Merejkovski. També va col·laborar amb el químic britànic James Lovelock en el desenvolupament de la hipòtesi Gaia. i va ser la principal defensora i difusora de la classificació en cinc regnes dels éssers vius de Robert Whittaker.

## Biografia
Lynn Margulis va néixer a Chicago, com a Lynn Petra Alexander, en una família jueva, sionista. Els seus pares van ser Morris Alexander i Leona Wise Alexander. Era la més gran de quatre filles. El seu pare era un advocat que també dirigia una empresa que feia pintures per carreteres. La seva mare gestionava una agència de viatges. Va ingressar a la Hyde Park Academy High School el 1953, i ella mateixa es va descriure com una mala estudiant que sovint estava castigada al racó.

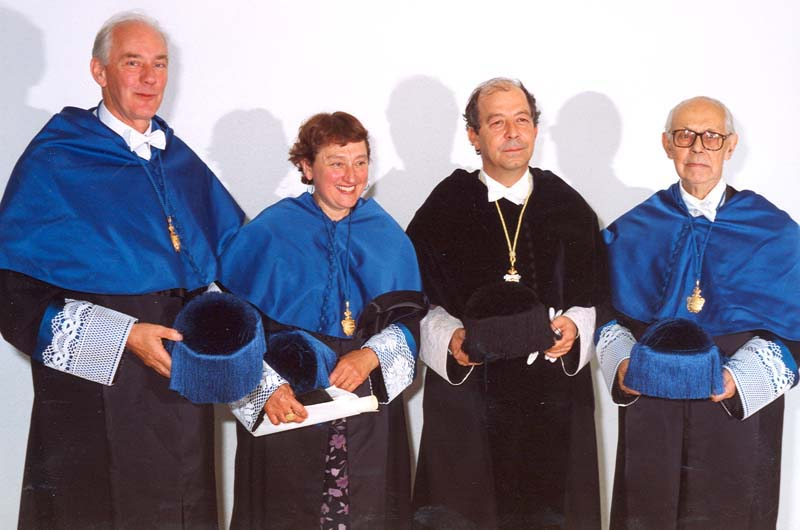
Lynn Margulis va ser investida doctora honoris causa a la Universitat Autònoma de Madrid l'any 1998

Va ser una nena precoç i va ser acceptada a l'Escola Laboratori de la Universitat de Chicago a l'edat de quinze anys. El 1957, a l'edat de 19 anys, es va llicenciar a la Universitat de Chicago en Arts Liberals i després, als vint-i-dos anys, va obtenir un màster a la Universitat de Chicago en genètica i zoologia. Va ingressar a la Universitat de Wisconsin per estudiar biologia sota Hans Ris i Walter Plaut, el seu tutor, i es va graduar el 1960 amb un treball de fi de carrera en genètica i zoologia. (La seva primera publicació va ser amb Plaut, sobre la genètica d'Euglena, publicada el 1958 al Journal of Protozoology.) Després va fer recerca a la Universitat de Califòrnia, Berkeley, sota la tutela del zoòleg Max Alfert. Abans de completar la seva tesi, li van oferir una plaça de professora associada de recerca i després professora titular a la Universitat de Brandeis a Massachusetts, el 1964. Mentre treballava va obtenir el seu doctorat a la Universitat de Califòrnia, Berkeley el 1965. La seva tesi va ser sobre «El patró poc habitual de la incorporació de timidina a Euglena«. El 1966 es va traslladar a la Universitat de Boston, on va ensenyar biologia durant vint-i-dos anys. Inicialment, era professora ajudant i fou nomenada professora adjunta el 1967. Va ser ascendida a professora associada el 1971, a catedràtica el 1977 i a catedràtica universitària el 1986. El 1988 va ser nomenada Distinguished Professor (catedràtica distingida) de Botànica a la Universitat de Massachusetts a Amherst (UMASS). I el 1993 va ser catedràtica distingida de biologia. El 1997 es va traslladar al Departament de Ciències de la Terra de la mateixa Universitat i va ser catedràtica de Ciències de la Terra, càrrec que va mantenir fins a la seva mort.
Lynn Margulis va morir el 22 de novembre de 2011, a la seva casa d'Amherst (Massachusetts), a conseqüència d'un accident vascular cerebral.

## Vida personal
Margulis es va casar amb l'astrònom Carl Sagan el 1957 poc després d'obtenir el títol de llicenciada. Sagan era llavors un estudiant de postgrau en física a la Universitat de Chicago. El seu matrimoni va acabar el 1964, poc abans que ella acabés el seu doctorat. Van tenir dos fills, Dorion Sagan, que més tard seria divulgador científic i col·laborador seu, i Jeremy Sagan, desenvolupador de programari i fundador de Sagan Technology. El 1967, es va casar amb Thomas N. Margulis, un cristal·lògraf. Van tenir un fill, Zachary Margulis-Ohnuma, advocat de defensa criminal de Nova York, i una filla Jennifer Margulis, professora i escriptora. Es van divorciar el 1980. Ella va comentar: «Vaig plegar de la meva feina d'esposa dues vegades» i «no és humanament possible ser una bona esposa, una bona mare i una científica de primer nivell. Ningú pot fer-ho, s'ha de desatendre alguna cosa». Posteriorment, va mantenir una relació amb el també biòleg Ricard Guerrero. La seva germana Joan Alexander es va casar amb el Premi Nobel Sheldon Lee Glashow; una altra germana, Sharon, es va casar amb el matemàtic Daniel Kleitman.
Era una agnòstica religiosa, i una acèrrima evolucionista. Però va rebutjar totalment la síntesi moderna, i va dir: «Recordo haver-me despertat un dia amb una epifania: no soc neodarwinista! Em va recordar una experiència anterior, quan em vaig adonar que no era jueva humanista. Tot i que admiro molt les contribucions de Darwin i estic d'acord amb la majoria de la seva anàlisi teòrica i soc darwinista, no soc neodarwinista». Va argumentar que «la selecció natural elimina i potser manté, però no crea», i va sostenir que la simbiosi era el principal motor del canvi evolutiu.
Margulis va morir el 22 de novembre de 2011 a casa seva a Amherst (Massachusetts), cinc dies després d'haver patit un ictus. Segons el seu desig va ser cremada i les seves cendres es van dispersar en una cerimònia privada familiar per l'estany Puffer als afores d'Ahmerst.

## Contribucions

### Teoria de l'endosimbiosi

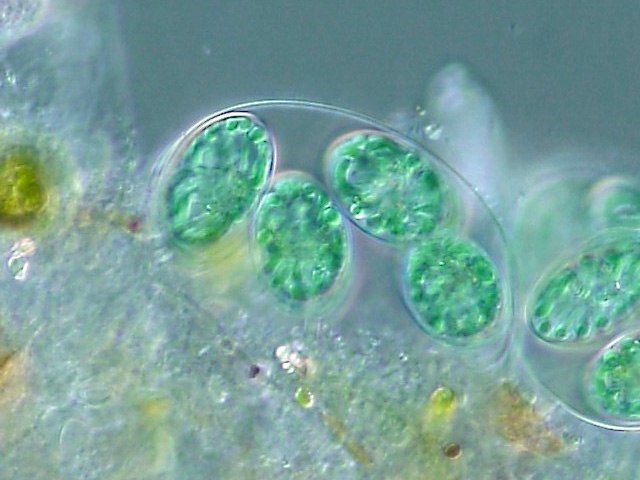
Els cloroplastos de glaucophytes com aquest Glaucocystis tenen una capa de peptidoglicà, evidència del seu origen endosimbiòtic de cianobacteris.

Quan era estudiant de genètica a la Universitat de Wisconsin, primer, i després a la de Califòrnia a Berkeley, li va cridar l'atenció els molts casos d'herència citoplasmàtica, no mendeliana, amb què es va trobar. Va fer recerca bibliogràfica per trobar-ne una explicació. Li va quedar clar que les cèl·lules eucariotes no tenien «gens nus»(naked genes), però era evident que contenien sistemes genètics bacterians. A partir de la bibliografia consultada sobre herència cistoplasmàtica, va predir l'existència d'ADN en els orgànuls cel·lulars i el 1965 va escriure un article teòric sobre l'origen de les cèl·lules nucleades (amb mitosi). Després de ser «rebutjat per unes quinze revistes científiques«, com ella mateixa va recordar, finalment va ser acceptat pel Journal of Theoretical Biology i avui es considera un referent en la història de la teoria endosimbiòtica. Margulis era coneguda per la seva tenacitat a difondre la seva teoria, malgrat l'oposició a què s'enfrontava en aquell moment. L'origen dels mitocondris a partir d'uns bacteris, possiblement proteobacteris, i dels cloroplasts a partir de cianobacteris va ser demostrat experimentalment el 1978 per Robert Schwartz i Margaret Oakley Dayhoff. Això va ser la primera prova experimental de la seva teoria. En la dècada de 1980, quan es va comprovar que el material genètic de mitocondris i cloroplasts era diferent de l'ADN nuclear de la cèl·lula, la teoria endosimbiòtica de l'organogènesi va ser àmpliament acceptada.
Se l'ha criticada dient que les seves idees que no eren noves i que altres científics ja les havien proposat. Però Margulis mai no es va atribuir l'originalitat de la simbiogènesi. En el seu primer article sobre la simbiosi com a motor evolutiu ja citava el treball dels seus predecessors, als quals va rescatar de l'oblit i els va donar a conèixer en els Estats Units, on el seu treball no havia arribat perquè no havien publicat en anglès. Així, la difusió de les idees de Konstantín Merejkovski i Andrei Famintsyn, entre d'altres, i el reconeixement del seu treball pioner és deu a Margulis.
El 1995, el biòleg evolutiu anglès Richard Dawkins va dir sobre Lynn Margulis i el seu treball:
 Admiro molt el coratge i la tenacitat de Lynn Margulis a l'hora de defensar la teoria de l'endosimbiosi i portar-la de ser una heterodòxia a una ortodòxia. Em refereixo a la teoria que la cèl·lula eucariota és una unió simbiòtica de cèl·lules procariotes primitives. Aquesta és una de les grans fites de la biologia evolutiva del segle xx, i l'admiro molt per això. 

### Simbiosi com a força evolutiva
Article principal: Simbiosi
Vegeu també: Transferència horitzontal de gens
Margulis es va oposar a les perspectives orientades a la competència com a força impulsora de l'evolució, i va destacar la importància de les relacions simbiòtiques o cooperatives entre espècies. Posteriorment va formular una teoria que proposava relacions simbiòtiques entre organismes de diferents fílums o regnes com a motor de l'evolució i explicava la variació genètica principalment a causa de la transferència d'informació nuclear entre cèl·lules bacterianes o virus i cèl·lules eucariotes. Tot i que les seves idees sobre la gènesi dels orgànuls ara són majoritàriament acceptades, la seva proposta que les relacions simbiòtiques explicarien la majoria de la variacions genètiques és qüestionada.
Margulis tenia una visió negativa de certes interpretacions del neodarwinisme, ja que opinava que se centren massa en la competència entre organismes. Estava segura que la història jutjaria finalment la teoria neodarwinista com una «secta religiosa minoritària del segle XX dins de l'expansionisme religiós anglosaxó«. Va escriure que els defensors de la teoria estàndard «projectaven sobre Darwin la seva interpretació sobre zoologia, capitalisme, competitivitat i cos-benefici i el malinterprentaven«. Per a ella, el neodarwinisme, que insisteix en l'acumulació lenta de mutacions per selecció natural a nivell genètic, és una confusió total.

### Hipòtesi de Gaia
Article principal: Hipòtesi Gaia
Margulis inicialment va buscar el consell de Lovelock per a la seva pròpia investigació. Va explicar que «a principis dels anys setanta, intentava classificar els bacteris segons les seves vies metabòliques. Em vaig adonar que tota mena de bacteris produïen gasos: oxigen, sulfur d'hidrogen, diòxid de carboni, nitrogen, amoníac; es desprenien més de trenta gasos diferents dels bacteris la història evolutiva dels quals jo estava interessada a reconstruir. Per què cada científic a qui preguntava creia que l'oxigen atmosfèric era un producte biològic, però els altres gasos atmosfèrics —nitrogen, metà, sofre, etc.— no ho eren també? «Vés a parlar amb Lovelock», em van suggerir pel cap baix quatre científics: Lovelock estava convençut que els gasos de l'atmosfera eren d'origen biològic».
Margulis es va reunir amb Lovelock, que li va explicar la seva hipòtesi de Gaia, i va ser el començament d'una intensa col·laboració sobre aquell concepte. Una de les primeres publicacions destacades sobre Gaia va ser un article publicat el 1974 per Lovelock i Margulis, que va definir la hipòtesi de la manera següent: «el concepte de la biosfera com a sistema de control actiu d'adaptació capaç de mantenir la Terra en l'homeòstasi és allò que ara anomenem «la hipòtesi de Gaia».
Com en algunes de les altres primeres presentacions de la idea de Lovelock, la publicació de Lovelock i Margulis de 1974 semblava donar als organismes vius la capacitat per autoregular-se a escala planetària. Tanmateix, després que la idea madurès, aquesta autoregulació a escala planetària va ser reconeguda com una propietat emergent del sistema Terra, constituït per la vida i el seu ambient físic considerats en conjunt. Quan el climatòleg Stephen Schneider va convocar la Conferència Chapman sobre Gaia, la idea de «Gaia forta»i «Gaia feble» va ser presentada per James Kirchner i es va associar a Margulis de vegades amb la idea de «Gaia feble«, incorrectament (el seu assaig «Gaia is a Tough Bitch») data de 1995. Es va distanciar de la visió de Lovelock en què la Terra era una metàfora d'un sol organisme, perquè, com va dir, «cap organisme menja els seus propis residus«. En el seu llibre de 1998  Symbiotic Planet , Margulis va investigar la relació entre Gaia i el seu treball en simbiosi.

### Els cinc regnes de la vida
Des de 1969, la vida a la Terra es va classificar en cinc regnes, tal com va introduir Robert Whittaker. Margulis es va convertir en la seva defensora més important, així com la seva crítica; donava suport a algunes parts, però va ser la primera a reconèixer les limitacions de la classificació dels microbis segons Whittaker. No obstant això, els descobriments posteriors de nous organismes, com ara els arqueus, i l'emergència d'una taxonomia molecular han desbordat el concepte. A mitjans dels anys 2000, la majoria dels científics van començar a acceptar que hi ha més de cinc regnes. Margulis es va convertir en la defensora més important de la classificació en cinc regnes i va rebutjar el sistema de tres dominis introduït per Carl Woese el 1990 i àmpliament acceptat. Va introduir una classificació modificada per la qual totes les formes de vida, incloses les que s'havien descobert recentment, podrien integrar-se als cinc regnes clàssics. Segons Margulis, els arqueus quedaven inclosos en el regne dels Procariotes junt amb els bacteris (en contraposició al sistema de tres dominis, que tracta els arqueus com un tàxon més alt que el regne, o el sistema de sis regnes, que sosté que és un regne separat). Exposà detalladament la seva idea en el seu llibre Cinc regnes, escrit amb Karlene V. Schwartz. És principalment per ella que aquest sistema de cinc regnes sobreviu.

## Controvèrsies
S'ha suggerit que la raó del rebuig inicial del treball de Margulis sobre la teoria endosimbiòtica així com la teoria de Gaia, és perquè la van fer classificar al llarg de la seva carrera com una intrusa extravagant en el camp científic. En l'última dècada de la seva vida les seves teories van ser acceptades i ara són fonaments per l'enteniment de la visió moderna científica de l'evolució de la vida: l'adopció generalitzada de la ciència de la idea de la terra com un sistema d'organismes i la incorporació de parts claus de la teoria endosimbiòtica en programes d'estudis de biologia a tot el món. Margulis sempre es va veure embolicada en controvèrsies. El periodista John Wilson va explicar això tot afirmant que Lynn Margulis «es defineix a si mateixa com la ciència de l'oposició» i en la recopilació d'assaigs commemoratius sobre aquesta biòloga, (Lynn Margulis: The Life and Legacy of a Scientific Rebel), els diversos autors la retraten una vegada i una altra com una encarnació moderna del «rebel científic». Això també opinava Freeman Dyson el 1995, en el llibre El científic com a rebel, una tradició que Dyson va veure encarnada en Benjamin Franklin, i que creia essencial per al bon desenvolupament del coneixement de la ciència. De vegades, Margulis podia fer comentaris tan provocatius en entrevistes que semblaven donar suport a la condemna de la crítica més estrident. A continuació es descriuen aquestes controvèrsies.

### Metamorfosi
El 2009, a través d'un procés de publicació estàndard, conegut com a «registre comunicat»(que no passa per la revisió per experts de les revistes científiques), l'opinió de Margulis va ser decisiva per a la publicació d'un treball de Donald I. Williamson a la revista Proceedings of the National Academy os Science (PNAS) en què l'autor rebutjava «la suposició darwinista que les larves i els seus adults van originar-se a partir d'un únic avantpassat comú«. L'article de Williamson va provocar una resposta immediata de la comunitat científica, incloent una replica a la mateixa revista. Conrad Labandeira, del Museu Nacional d'Història Natural (Estats Units), va dir: «Si jo l'hagués revisat, probablement hauria optat per rebutjar-ho, però no dic que sigui una cosa dolenta que es publiqui. Això pot ampliar el debat sobre el funcionament de la metamorfosi i ... [sobre] ... l'origen d'aquests cicles de vida molt radicals». Però Fred Nijhout, especialista en biologia del desenvolupament d'insectes, de la Universitat Duke va dir que aquell article no era adequat per a la revista de l'Acadèmia Nacional. Al setembre d'aquell any es va anunciar que PNAS eliminaria aquell tipus de publicació sense revisió a partir del juliol de 2010. PNAS va declarar que la decisió no tenia res a veure amb la controvèrsia del treball de Williamson.

## Teoria de la SIDA / VIH
El 2009, Margulis i set altres van escriure un document de posició sobre investigacions sobre la viabilitat de les formes del cos rodó d'algunes espiroquetes, «Sífilis, malaltia de Lyme i SIDA: ressorgiment del 'gran imitador'?», que indica que «Fa molta falta una investigació detallada que correlacioni les històries vitals de les espiroquetes simbiòtiques amb els canvis en el sistema immunitari dels vertebrats associats», i insta a la «reinvestigació de la història natural de la transmissió per paparres i venèria d'espiroquetes en mamífers en relació amb el deteriorament del sistema immunitari humà». El document no qüestionava l'existència del VIH ni la SIDA, ni que el VIH causa la SIDA, però va suggerir que la sífilis podria haver estat un cofactor en la propagació de la SIDA.
En una entrevista que es va publicar menys de sis mesos abans de la seva mort, Margulis va explicar a l'escriptor Dick Teresi el seu motiu d'interès en el tema del document sobre «SIDA»de 2009: «Estic interessada en espiroquetes només a causa de la nostra ascendència. No m'interessa les malalties», i va afirmar que els havia anomenat»simbiontes», ja que tant l'espiroqueta que causa la sífilis (Treponema) com l'espiroqueta que causa La malaltia de Lyme (Borrelia) només conserva al voltant del 20% dels gens que necessitarien per viure lliurement, fora de les seves hosts humanes.
No obstant això, a l'entrevista de  Discover Magazine, Margulis va dir que «el conjunt de símptomes o síndrome presentat per la sífilis se superposa per complet amb una altra síndrome: SIDA», i també va assenyalar que Kary Mullis Va dir que «va anar a buscar una referència que demostri que el VIH causa SIDA i va descobrir: No hi ha cap document.»
Això va provocar una hipòtesi generalitzada que Margulis havia estat una «negacionista de la sida». Jerry Coyne va reaccionar en el seu blog«Perquè l'evolució és veritat» contra la seva interpretació que Margulis creia «que la SIDA és realment una sífilis, no d'origen viral». Seth C. Kalichman, un psicòleg social que estudia aspectes conductuals i socials de la sida, va citar el seu document de 2009 com un exemple de denegació de la sida «florent»i va afirmar que el seu «recolzament del negacionisme de la VIH / SIDA desafia la comprensió».

## «11S Veritat»
Margulis va argumentar que els atacs de l'11 de setembre eren una «operació de bandera falsa, que s'ha utilitzat per justificar les guerres a l'Afganistan i l'Iraq, així com assalts sense precedents sobre ... llibertats civils«. Va afirmar que hi havia «proves aclaparadores que els tres edificis [del World Trade Center] es van desplomar per demolició controlada».

## Reconeixements
Lynn Margulis va rebre, de mans del president Bill Clinton, la Medalla Nacional de Ciències dels Estats Units, en la modalitat de Ciències Biològiques, de 1999 «per la seva destacada contribució a la comprensió del desenvolupament, estructura i evolució dels éssers vius, per inspirar recerca nova en les ciències biològiques, climatològiques, geològiques i planetàries, i per la seva aptitud extraordinària per a la docència i la comunicació de la ciència al públic«. El mateix any va rebre el Premi William Procter de la Societat Sigma Xi per la seva trajectòria científica.
L'any 2008, Margulis va rebre el Premi Internacional de la Fundació Cristóbal Gabarrón (FCG) de Ciència i Investigació «per la seva recerca pionera en el camp de la biologia i l'evolució a través de l'estudi de determinats bacteris«.
L'any 2009, amb motiu del segon centenari del naixement de Charles Darwin i del 150è aniversari de la lectura dels articles d'Alfred Russell Wallace i Charles Darwin amb les seves hipòtesis sobre la selecció natural, Margulis va rebre una de les tretze medalles Darwin-Wallace que la Societat Linneana de Londres va concedir per reconèixer els principals avenços dels anteriors cinquanta anys en l'àmbit de la biologia evolutiva.
Fou nomenada, també, doctora honoris causa per diverses universitats, entre les quals la Universitat Autònoma de Madrid (1998), la Universitat de València (2001), la Universitat de Vigo (2007), la Universitat Autònoma de Barcelona (2007) i la Universitat de Pisa (2010).
El 21 d'abril de 2021 la Unió Astronòmica Internacional va aprovar donar el nom de Margulis a un cràter de Mart.
El 19 de juliol de 2021 es va donar el nom de Lynn Margulis a l'aula M1 de l'edifici Ramon Margalef de la Facultat de Biologia de la Universitat de Barcelona.